# Gorenje Brdo
Gorenje Brdo – wieś w Słowenii, w gminie Gorenja vas-Poljane. W 2018 roku liczyła 91 mieszkańców.